# Óscar Linares
Pour les articles homonymes, voir Linares.
Linares  Misioner est un nom espagnol. Le premier nom de famille, en général paternel, est Linares ; le second, en général maternel, souvent omis, est Misioner.
Óscar Linares Misioner (né le 11 septembre 1995 à Villaviciosa dans les Asturies) est un coureur cycliste espagnol.

## Biographie
Óscar Linares commence le cyclisme au Club cycliste de Colindres.
En 2014 et 2015, il court au sein de l'équipe de la Fondation Contador. Il intègre ensuite le club cantabre Gomur-Liébana 2017-Ferroatlántica  en 2016. Bon grimpeur, il se distingue en réalisant sa meilleure saison chez les amateurs, avec des succès au Mémorial Agustín Sagasti et au Tour de Lleida. Il termine également cinquième du Tour de Palencia et du Tour de Galice, sixième du Tour de Galice ou encore dixième du Tour de León et du Tour de Tolède.
Ses bons résultats lui permettent de passer professionnel en 2017 chez Burgos BH. Il passe cependant une saison difficile, gâchée par une mononucléose. En fin d'année, il n'est pas conservé par son équipe, qui accède au niveau niveau continental professionnel. Óscar Linares redescend alors chez les amateurs en 2018, au club Gomur. 
Au printemps 2018, il finit meilleur grimpeur de la Classique Xavier Tondo et du Grand Prix Macario, deux manches de la Coupe d'Espagne de cyclisme. Dans les semaines qui suivent, il se montre au rendez-vous sur les courses par étapes du calendrier national espagnol en terminant deuxième du Tour de La Corogne, troisième du Tour de Navarre et septième du Tour de Lleida.

## Palmarès
- 2014
  - Champion de Cantabrie espoirs[6]
- 2016
  - Mémorial Agustín Sagasti
  - Classement général du Tour de Lleida
- 2018
  - 2e du Tour de La Corogne
  - 3e du Tour de Navarre
  - 3e du Gran Premio San Antonio